# Монументал Рио Парапити
Монументал Рио Парапити (на испански: Monumental Río Parapití) е футболен стадион в Педро Хуан Кабайеро, Парагвай. На него играе домакинските си мачове отборът на Сегундо де Майо. Капацитетът му е 25.000 зрители, размерите на терена са 100 x 66 м. Преди домакинтсвото на Парагвай на Копа Америка 1999 стадионът е ремонтиран основно.